# Galleguillos (Vecinos)
Galleguillos es una entidad de población española del municipio de Vecinos, perteneciente a la provincia de Salamanca, en la comunidad autónoma de Castilla y León.

## Historia
Hacia mediados del siglo XIX, el lugar, referido por entonces como una alquería ya perteneciente a Vecinos, tenía contabilizada una población de diez habitantes. Aparece descrito en el octavo volumen del Diccionario geográfico-estadístico-histórico de España y sus posesiones de Ultramar de Pascual Madoz con las siguientes palabras:

GALLEGUILLOS: alq. en la prov. y part. jud. de Salamanca (5 leg.), térm. jurisd. de Vecinos. sit. en la márg. der. del r. Maza. Pertenece al marquesado de Coquilla y ocupa su térm. de E. á O. 1/4 de leg. y otro tanto de N. á S. Comprende 379 fan. de terreno, 63 de sembradura de trigo, 100 para pastos, 206 de monte de encina y las restantes de tierra inútil. pobl.: 10 habitantes. Paga de contr. 1,425 rs.
(Madoz, 1847, p. 282)

En 2022, tenía empadronados ocho habitantes.